# Тонка
Это статья о населённом пункте. О ракетном топливе см. Тонка-250
Тонка́ (укр. Тонка) — село, расположенное на территории Варвинского района Черниговской области (Украина). Население составляет 30 человек по состоянию на 2006 год.

## История
На карте 1816 года обозначен как хутор Тонкий
В 1862 году на владельческом хуторе Тонкий был 1 двор, где жило 5 человек (2 мужского и 3 женского пола)
В 1911 году на хуторе Тонка́ жило 42 человека (18 мужского и 24 женского пола)

## Население
Согласно переписи населения УССР 1989 года численность имеющегося населения села составляла 71 человек, из которых 25 мужчин и 46 женщин.
По данным переписи населения Украины 2001 года в селе проживало 38 человек. 100% населения указало своим родным языком украинский язык.